# Alcis obtusiphaea
Alcis obtusiphaea är en fjärilsart som beskrevs av Inoue 1987. Alcis obtusiphaea ingår i släktet Alcis och familjen mätare. Inga underarter finns listade i Catalogue of Life.